# الجهدعة (شبام كوكبان)

تعديل مصدري - تعديل

الجهدعة هي إحدى قرى عزلة الزبيرات بمديرية شبام كوكبان التابعة لمحافظة المحويت، بلغ تعداد سكانها 219 نسمة حسب تعداد اليمن لعام 2004.